# Zusterschip

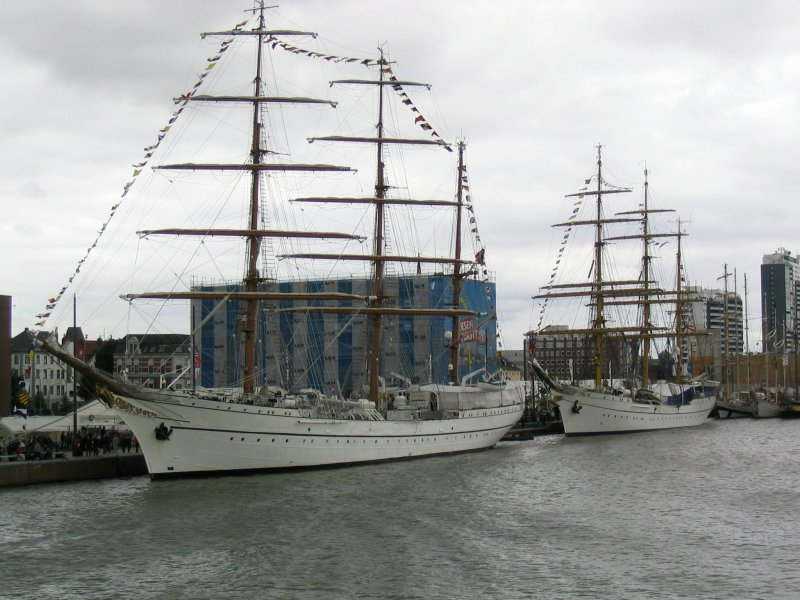
De tallship-halfzusterschepen Sagres en Gorch Fock (II)

Zusterschip is een begrip uit de scheepvaart en is de benaming voor twee schepen die identiek zijn of grote overeenkomsten vertonen.
Voor het begrip zusterschip bestaan er twee verklaringen. In de omgangstaal betekent een zusterschip dat er grote overeenkomsten zijn tussen een of meerdere schepen, alsof ze uit een familie stammen. In de vaktaal kan deze term alleen gebruikt worden als een schip daadwerkelijk uit deze klasse is en grotendeels overeenkomt met de oorspronkelijke bouwplannen waarbij wezenlijke kenmerken overeenkomen. Als er grote afwijkingen zijn binnen een bouwserie, dan spreekt men over een halfzusterschip. 
De grootste kostenpost in de scheepsbouw is de constructie- en planningsfase. Door bij meerdere schepen dezelfde constructieplannen te gebruiken kunnen kosten bespaard worden (synergie-effect). Daarnaast wordt de bouw ook eenvoudiger door standaardisering. Ten slotte zijn vervangende onderdelen voor reparaties ook goedkoper als ze in kleine series gebouwd worden. 
De beroemdste zusterschepen zijn de RMS Titanic, de RMS Olympic en de HMHS Britannic.